# Echelon

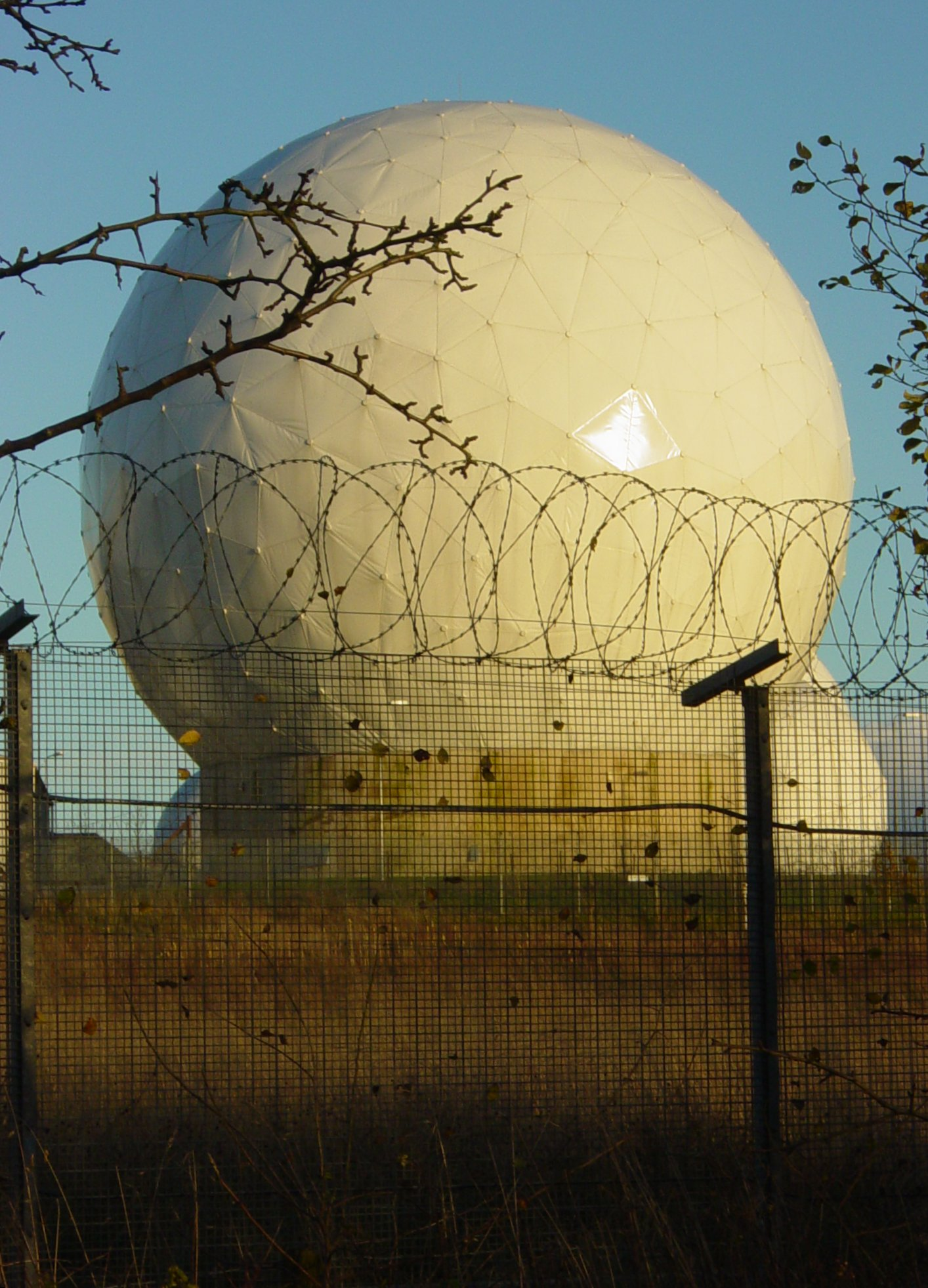
Radar v Menwith Hill v hrabství Yorkshire ve Velké Británi. Podle některých tvrzení je používán právě projektem Echelon.

Echelon je obecně používaný název pro systém prostředků určených k zachycování a zpracování komunikace vedené přes komunikační satelity. Systém Echelon je součástí rozsáhlého dohledového systému s názvem Smlouva o bezpečnosti UK-USA (též UKUSA) podepsané v roce 1947.

## Historie

Mapa států jejichž vlády mají na projektu Echelonu spolupodíl

Systém Echelon vznikl začátkem 70. let 20. století. Na rozdíl od jiných monitorovacích a dohledových systémů je zaměřen na nevojenské cíle (od vlád jednotlivých zemí, přes různé organizace, diplomatická zastoupení až po jednotlivce) a jejich elektronickou komunikaci. Primárně se zaměřuje na monitorování komunikace vedené přes satelity. Satelitní komunikace byla zpočátku zachytávána v pozemních střediscích. V první polovině 70. let 20. století byl samotný proces zachytávání informací přenesen do vesmíru. Zároveň došlo k nasazování výpočetní techniky, která na pozemních stanicích nahrazovala lidský personál. Údaje byly zapisovány na magnetické pásky a postupně analyzovány.
První stanice provádějící analýzu pomocí výpočetní techniky byla vybudována Morwenstow v Cornwallu (zachytávání satelitní komunikace přes Atlantský a Indický oceán), druhá ve vojenském středisku Yakima Firing Center 200 km od Seattlu (komunikace satelitů Intelsat přes Tichý oceán).
Na konci 70. let 20. století bylo nejdůležitějším ze středisek Echelon Menwith Hill v Anglii (hovořilo se o něm jako o Echelon 2, tedy jako o druhé generaci). Z důvodu nárůstu tzv. neverbální komunikace došlo v polovině 80. let 20. století k dalšímu zavádění automatizace, při kterém byli další analytici nahrazováni výpočetní technikou. Na konci 80. let byl ukončen přechod na nové počítače systému Echelon.
V roce 1984 se k USA a Velké Británii přičlenily Austrálie, Kanada a Nový Zéland, které začaly provozovat vlastní systém záchytných stanic COMSAT. V polovině 80. let 20. století byl NSA vyvinut mikroprocesor, který podstatně zrychlil analýzu dat.
Po ukončení Studené války došlo k uzavírání stanic, omezování personálu a jejich nahrazování automatickými systémy.
V únoru 2000 byla na internetu zveřejněna část odtajněných dokumentů amerického ministerstva obrany, ve kterých je uvedeno, že projekt Echelon v současnosti neslouží politické a vojenské špionáži proti diktaturám ohrožujících svobodný svět, ale prostřednictvím něj jsou monitorovány obchodní aktivity i firem působících v zemích, které jsou nejbližším spojencem Ameriky a Spojeného království. Podle kritické nóty Evropského parlamentu NSA předávala vybrané informace ministerstvu průmyslu a obchodu Spojených států amerických.

## Technologie
Pro odposlech satelitní komunikace slouží tzv. záchytné stanice; jedná se o síť pozemních základen vybavených anténami (antény jsou velké, a proto je taková stanice těžko utajitelná, síť těchto základen je tedy dobře zmapovaná). Stanice jsou umístěny na území USA, Velké Británie, Kanady, Austrálie a Nového Zélandu. Tyto stanice jsou propojeny v jednotnou síť a pro svou činnost jsou vybaveny stejnou technikou a softwarem.

### Analýza a zpracování
Zachycené zprávy jsou dále zpracovávány a analyzovány; do konce 60. let 20. století tuto činnost provozovali lidští operátoři, později začali být nahrazováni výpočetní technikou. Celý systém analýzy pracoval a pracuje na principu tzv. vyhledávání klíčových slov v textu. Všechny zachycené zprávy jsou ukládány v pamětích počítačů a jejich text je analyzován specializovaným softwarem. Analyzovaný text prochází přes tisíce textových filtrů s cílem vyřadit co nejvíce nepodstatných zpráv. Nejdůležitějším počítačovým systémem pro zpracování dat je ale tzv. Slovník (Dictionary). Obsah zpráv je porovnáván s obsahem tohoto slovníku a tím dochází k postupné eliminaci zpráv nepodstatných. Výsledkem by mělo být pouze několik zpráv majících zpravodajsky využitelný charakter.
V roce 1992 byl popsán jeden z typů filtrování: systém je schopen za půl hodiny získat až milión zpráv (tzv. vstupů), ale díky filtrům jich je jen asi 6 500 vybráno pro další zpracování. Po další analýze zbývá přibližně 1 000 zpráv, které splňují požadovaná kritéria. Dalším počítačovým zpracováním je vyřazeno 990 zpráv a k lidským analytikům se tedy dostává jen 10 vstupů, což znamená, že jen tisícinu zachycených zpráv vidí lidské oči.
V současné době je podle některých zpráv zaváděn systém tzv. tematické analýzy; dosud systém pro další zpracování vybíral jen vstupy obsahující tzv. klíčová slova (např. bomba), takže stačilo v komunikaci toto slovo nahrazovat jiným. Systém by měl být nyní schopen rozeznat ze znění zprávy, že se píše o bombě.

## Publikace informací o Echelonu
První zprávy o systému Echelon byly publikovány v roce 1988. Zveřejnila je Margaret Newshamová, která se jako správce počítačových systémů podílela na zavádění systémů pro zpracování informací přenášených ze zpravodajských satelitů. Ve své výpovědi před stálým kongresovým výborem pro zpravodajství mimo jiné uvedla, že byla svědkem zneužívání systémů pro sledování osob (např. odposlechu telefonů senátora Stroma Thurmonda), ale i korupce a podvodů.
V roce 1996 vydal spisovatel Nicky Hager knihu Secret Power, ve které shrnul poznatky z šestiletého pozorování záchytné stanice Waihopai na Novém Zélandu. Jedná se o dosud nejúplnější zprávu o činnosti systému Echelon. Krátce nato pořídila novozélandská televize záběry vnitřku základny natočené v noci přes okno. Ze záběrů se potvrdilo, že se jedná o plně automatické zařízení bez lidské obsluhy.
V letech 1998 – 1999 získal dr. Jeff Richelson díky Zákonu o svobodném přístupu k informacím nové dokumenty odhalující další informace o pokračujícím rozvoji systému Echelon.
Po únoru 2000 Francie zahájila proti Spojeným státům a Británii soudní proces pro porušení přísných zákonů na ochranu osobnosti. V Itálii a Dánsku proběhlo parlamentní vyšetřování. Prošetření nezávislou komisí bylo vyžadováno poslanci v německém Bundestagu. Portugalská vláda, která v té době předsedala Evropské unii, navrhla vytvoření evropského sekretariátu pro sledování aktivit Echelonu. Celkově došlo k určitému posunu vnímání USA ze strany Evropy coby partnera a severoatlantického ochránce. V případu Velké Británie došlo k rozčarování, že se tento evropský stát pro zajištění hospodářského zisku snížil k praktikám jako byla špionáž jeho „sousedů“.
Pozdější dokument Aarona Russoa America: From Freedom to Fascism z roku 2006 uvádí, že prezident Bill Clinton prostřednictvím Echelonu v průběhu 90. let 20. století monitoroval milióny soukromých hovorů amerických občanů a množství telefonních odposlechů za Clintonovy administrativy svědčí o tom, že již v té době to byla standardní procedura a nebyla tedy započata bezpečnostními opatřeními po útocích z 11. září 2001.

## Využití informací
Získané informace jsou státy provozujícími systém Echelon využívány pro diplomatické, vojenské, ale i komerční účely. Americká vláda v době prezidenta Billa Clintona žádala po NSA a CIA o podporu amerického obchodu, Vládní ústředí komunikací GCHQ, které zastupuje Velkou Británii se oficiálně podílí na ekonomické prosperitě země.

## Odhalené případy špionáže
Analýza systému Echelon se zaměřovala na kontrakty evropských a asijských firem, uskutečňované pro vlády mimoevropských zemí. NSA pomocí Echelonu odposlechla telefonní hovory hovořící o kritériích zakázek, ceně (úplatcích) a dalších a ty předala ministerstvu průmyslu a obchodu, které se (dosud nezmapovaným způsobem) dostaly k americkým firmám, jež měly ještě možnost do jednání vstoupit s výhodnější nabídkou.
- V roce 1993 byly odposlouchávány telefonické hovory francouzského výrobce letadel Airbus s vládou Saúdské Arábie a saúdskými aerolinkami ohledně dodávky jejích letounů. Kontrakt za více než 5 miliard dolarů nakonec získal americký Boeing a McDonnell Douglas.
- V roce 1995 byla odposlouchávána jednání brazilských úřadů na vybudování satelitního systému k pozorování deštných pralesů firmou Thompson-CSF (ve hře byly i úplatky některým činitelům). NSA hovory předala americkému gigantu Raytheon, která kontrakt později získala. Jednalo se o 1,5 miliardy dolarů.
- Méně informací je o kontraktu japonského Národního Výzkumného Koncilu (NRC) určeného do Indonésie kolem roku 1999, patrně na optická vlákna. Polovinu tohoto významného kontraktu dokázala získat americká telekomunikační společnost AT&T. Svou roli ale mohl zahrát i Glen Fukushima, ředitel NRC, který dříve v AT&T pracoval.
- Během roku 1999 vyvinul německý výrobce větrných elektráren Enercon metodu, jak mnohem levněji než dosud vyrábět elektrický proud z větrné energie. Tato metoda byla vyvíjena tajně, nicméně existovala o ní dokumentace v laboratoři, která patřila firmě. Jeden ze zaměstnanců NSA popsal způsob, jak se napojil na telefonní a modemové linky spojující výzkumnou laboratoř s výrobním závodem a získal detailní plány zmiňovaného výrobního tajemství. Tyto stěžejní informace ihned putovaly do americké firmy Kenetech. Když se o nějaký čas později Enercon pokusil uvést svou metodu ve Spojených státech, narazil na skutečnost, že Kenetech má patentovaný téměř identický výrobek. Navíc Kenetech soudním příkazem dosáhl zákazu prodeje veškerého zařízení Enercomu na americkém trhu. V následujícím roce Německo podalo odhad ztrát v důsledku americké průmyslové špionáže. Roční ztráty na ukradených vynálezech a výzkumných patentech činily minimálně 10 miliard dolarů.[1]

## Ochrana před Echelonem
Nejúčinnější ochranou před systémem Echelon je kódování a šifrování odesílaných zpráv. To samo o sobě nedokáže zamezit získání zpráv systémem, ale jeho činnost ztíží. Zejména pokud se použije silných šifrovacích algoritmů (např. AES) a dostatečně dlouhých klíčů ( >128 bitů). Na tyto se dříve vztahovalo americké embargo o vývozu (USA řadí tyto klíče k vojenským systémům), ale v současné době jejich export není omezen a může je používat kdokoliv.

## Mýty kolem Echelonu
- Některé zprávy tvrdí, že Echelon zachycuje veškerou elektronickou poštu a telefonní a faxovou komunikaci; to z technických důvodů není ve větší míře možné (neexistuje použitelné zařízení schopné analyzovat mluvené zprávy; e-mail je z principu decentralizovaná služba a nemusí vůbec projít uzlem sledovaným Echelonem)
- Podle některých spekulací systém Echelon využívá pro získávání zpráv z elektronické komunikace bezpečnostní chyby, které do svých programů američtí výrobci softwaru (Microsoft, Apple...) na žádost NSA záměrně implementují. Tyto spekulace se ale nikdy nepodařilo doložit.
- V počátku svého funkčního období americký prezident Bill Clinton rozhodl, že průmyslová špionáž by měla být jedním z hlavních úkolů CIA. Údajně se nechal slyšet, že: „co je dobré pro Boeing, je dobré pro Ameriku.“[1]

## Podobné systémy
Podobné systémy zachytávání a analýzy mezinárodní komunikace vyvinuly a používaly během Studené války i Sovětský svaz a Čína. Vlastní systém (nazývaný Frenchelon) provozuje Francie.
Během nedávné doby své vlastní záchytné stanice podobné Echelonu vybudovaly Dánsko, Holandsko či Švýcarsko.